# 小行星4285
小行星4285（英語：4285 Hulkower）是一颗围绕太阳公转的小行星。1988年7月11日，埃莉諾·赫琳在帕洛马山发现了此天体。
这颗小行星的绝对星等为78.36774605448825等。